# Centro histórico de Santa Ana (El Salvador)

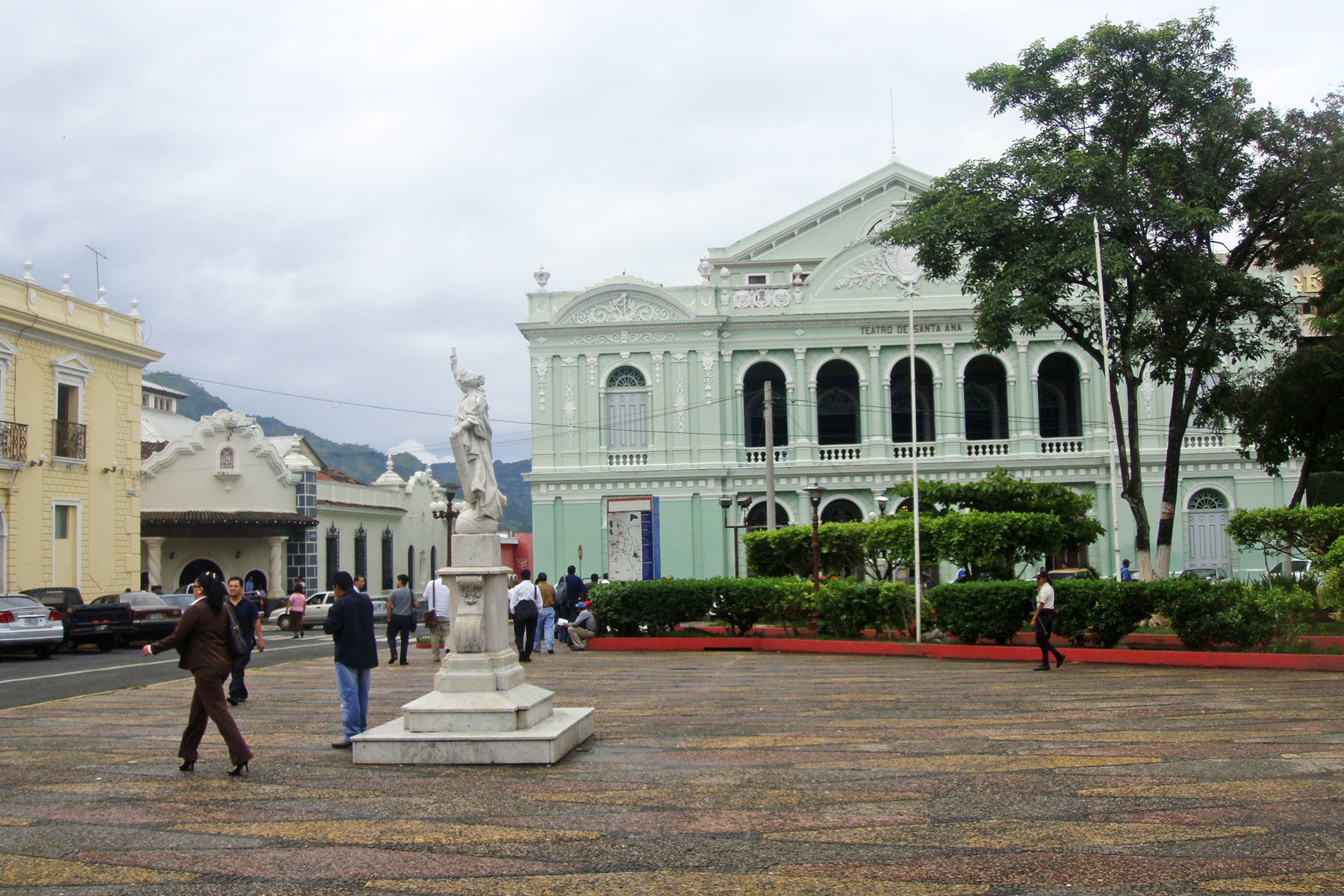
Parque Libertad, Prefeitura, Cassino e Teatro municipal de Santa Ana.

O Centro Histórico de Santa Ana é o núcleo urbano original da cidade salvadorenha de Santa Ana, capital do departamento de mesmo nome, e de onde foi iniciada a expansão da cidade.
Os limites do centro histórico são aproximadamente da seguinte forma: a 4ª rua leste-oeste e norte, a 9ª rua leste-oeste e sul, a 7ª avenida sul e leste e Avenida José Matías Delgado leste (incluindo o igreja St. Lúcia) que se estende por uma área total de 157 blocos ou ruas.